# Pilea parciflora
Pilea parciflora är en nässelväxtart som beskrevs av Ignatz Urban. Pilea parciflora ingår i släktet pileor, och familjen nässelväxter. Inga underarter finns listade i Catalogue of Life.